# لیل تیجی
تیون جیدن مریت (زادهٔ ۳۰ آوریل ۲۰۰۱)، معروف به لیل تیجی، رپر، خواننده و ترانه‌سرای آمریکایی است. او در سال ۲۰۱۸ با آهنگ «از سرگیری» به شهرت رسید و اواخر همان سال با کلمبیا رکوردز قرارداد امضا کرد.
اولین آلبوم استودیویی لیل تیجی، با خودم روراست باشم، در سال ۲۰۱۹ منتشر شد. سال بعد، او میکس‌تیپ حالت اضطراری را منتشر کرد که فقط هنرمندان دریل از شهر نیویورک را در آن حضور دارند. با خودم روراست باشم در رتبه ۵ بیلبورد ۲۰۰ قرار گرفت و اولین آلبوم او در چارت بود. دومین آلبوم استودیویی او، مقدر برنده شدن، در سال ۲۰۲۱ منتشر شد و شامل تک آهنگ «با تلفنم تماس می‌گیرم» بود، که با همکاری سیکس‌لک، بالاترین آهنگ او در چارت تا به حال است.

## اوایل زندگی
مریت در محله برانکس شهر نیویورک متولد شد. او توسط یک مادر مجرد بزرگ شد و دو خواهر و برادر کوچکتر در آپارتمانی «جادار» داشت. مریت خود را کودک مشکل‌ساز از این سه نفر می‌نامید، زیرا اغلب خود را درگیر سرقت‌های کوچک و دعواهای مدرسه می‌کرد. مریت در سن ۱۵ سالگی به دلیل یکی از سرقت‌هایش دستگیر شد و به مدت یک سال به یک کانون اصلاح و تربیت محکوم شد و در آنجا شروع به نوشتن رپ کرد. که یکی از آنها، یکی از آهنگ‌های موفق او «از سرگیری» بود که در ساوندکلاود منتشر شد.

## تیراندازی ۲۰۲۲
در ۲۲ ژوئن ۲۰۲۲، مریت در حین تلاش برای سرقت در اجواتر، نیوجرسی چندین بار مورد اصابت گلوله قرار گرفت. او به مرکز پزشکی دانشگاه هکنساک منتقل شد و تحت عمل جراحی اضطراری قرار گرفت، در حالی که قربانی دوم—آنتوان بوید ۲۲ ساله—که دوست مریت بود، نیز یک بار مورد اصابت گلوله قرار گرفت و وضعیت پایداری داشت. در همین حال، تیرانداز نیز مورد اصابت گلوله قرار گرفت و با کمک یک همدست ناشناس فرار کرد. دفتر دادستانی شهرستان برگن گزارش داد که تیراندازی تصادفی به نظر نمی‌رسید، و یکی از قربانیان از وضعیت بحرانی به پایدار ارتقاء یافت، در حالی که وضعیت دیگری خوب بود.
بعداً در همان روز، پلیس محمد کوناته ۲۷ ساله را دستگیر کرد که به سه فقره اقدام به قتل درجه یک، سه فقره سرقت مسلحانه درجه یک، و جرایم متعدد اسلحه متهم شده بود. جفری والدز، که با مریت بود اما آسیبی ندید، و آنتوان بوید هر دو به نگهداری غیرقانونی سلاح درجه دوم متهم شدند، اما اتهامات بعداً لغو شد. مریت به هیچ جرمی متهم نشد.
در ۲۳ ژوئن ۲۰۲۲، گزارش شد که مریت به دنبال تیراندازی هنوز بیهوش است. چند روز پس از فقدان هرگونه به روز رسانی معتبر در مورد وضعیت مریت، شایعاتی مبنی بر اینکه او فلج شده و احتمالاً مرگ مغزی شده‌است، شروع شد. با این حال، منابع متعددی بعداً این شایعات را رد کردند، زیرا اخباری در ۱ ژوئیه ۲۰۲۲ منتشر شد و بیان کرد که مریت هنوز در بیمارستان بستری است اما «هشیار و در حال صحبت است».
در ۲۴ اوت ۲۰۲۲، مریت یک ویدئوی جدید را در حساب‌های خود در شبکه‌های اجتماعی آپلود کرد. در این ویدئو، او بیان می‌کند که چگونه بهتر عمل می‌کند و در حالی که بریس گردن دارد، «قوی‌تر از همیشه برمی‌گردد».

## اجراهای زنده
لیل تیجی، رپر اهل سیاتل، لیل موسی را در تور سراسری خود در طول سال ۲۰۱۹ همراهی کرد. او همچنین در جشنواره سه روزه موسیقی رولینگ لود میامی به همراه میگوس، تراویس اسکات و کید کادی در میامی گاردنز، فلوریدا در مه ۲۰۱۹ و در جشنوارهٔ لس آنجلس در دسامبر اجرا کرده‌است. او اغلب با دوست صمیمی خود جی گووآپو در کنسرت‌ها ظاهر می‌شود و اجرا می‌کند.

## ترانه‌شناسی
- با خودم روراست باشم (۲۰۱۹)
- مقدر برنده شدن (۲۰۲۱)